# Papiro Harris 500
Il Papiro Harris 500, anche pHarris 500 o P. British Museum 10060, contiene copie dei racconti dell'antico Egitto Il principe predestinato e La presa di Joppa, di liriche d'amore, e del Canto dell'arpista dalla tomba del re Antef. Il papiro risale periodo ramesside (XIX e XX dinastia, 1292-1077 a.C.).

## Descrizione
Il papiro è alto 19,5 e lungo 142,5 centimetri. Parte del papiro originale è andata perduta.

## Dopo la scoperta
Il papiro faceva parte della collezione di Anthony Charles Harris (1790–1869) e fu acquistato, dopo la sua morte nel 1872, dal British Museum da Selima Harris, sua figlia naturale. Si trova esposto nel Dipartimento dell'antico Egitto e Sudan al British Museum, al numero di registrazione 1872,1101.2.
Secondo quanto riferito, il papiro era rimasto intatto quando scoperto, ma fu danneggiato in un'esplosione che distrusse la casa di Alessandria dove era stato custodito. La voce secondo la quale era stata fatta una copia del documento completo, da parte di Harris prima dell'esplosione, non è mai stata verificata.